# Batalla de Paterna
La batalla de Paterna de 1065 fou un dels episodis del setge lleonès de Balànsiya en 1065.

## Antecedents
Després de la batalla de Graus de 1063, en la que Ferran I de Lleó va enviar l'Infant Sanç en suport d'Ahmed I ben Sulaiman al-Muktadir de l'Emirat de Saraqusta, al-Muktadir va deixar de pagar paries als castellans, i el 1064, ja sense la defensa castellana, Sanç I d'Aragó i Pamplona va poder prendre Barbastre i Ferran I de Lleó com a càstig va atacar la vall de l'Ebre i assetjant la ciutat de Balànsiya la primavera.

## Batalla
Un cop assetjada de Balànsiya, Ferran I de Lleó, els lleonesos es van trobar amb l'enèrgica defensa d'Abd-al-Màlik al-Mudhàffar i la impossibilitat de prendre les muralles a l'assalt i van simular una retirada i els musulmans van sortir en la seva persecució, però a l'altura de Paterna, a la riba esquerra del Túria, els lleonesos els van escometre per sorpresa. Totalment desprevinguts, els valencians van patir baixes molt elevades.

## Conseqüències
Després de la batalla els cristians reprengueren el setge però el seu rei emmalaltí i es retirà a Lleó, morint el 27 de desembre, Abd-al-Màlik al-Mudhàffar fou deposat pel seu sogre, l'emir de Tulàytula, Yahya ibn Ismaïl al-Mamun, i Barbastre fou aviat recuperat pels saragossans.